# Wieża ciśnień zakładu karnego we Wronkach
Wieża ciśnień zakładu karnego we Wronkach – wieża ciśnień zbudowana w 1893 roku na potrzeby zakładu karnego we Wronkach.

## Historia
Podczas budowy zakładu na terenie ujęcia wody, które znajdowało się pomiędzy budynkami mieszkalnymi dla strażników a budynkami gospodarczymi, zbudowano w 1893 roku wieżę ciśnień. Projekt techniczny wodociągu opracował radca budowlany Bohdan Gisevius z Berlina.
Wieża ma powierzchnię 200 m², posiada obwód 8,8 metra, wznosi się na wysokość 30 m i obejmuje 6 kondygnacji. W wieżyczce przylegającej do wieży umieszczono schody. W podpiwniczeniu umieszczono cztery pompy tłokowe, które były napędzane ręcznie przez 12 więźniów. Pracowali oni przez 6-7 godzin dziennie, zmieniając się co kwadrans. Dzięki nim tłoczono wodę do umieszczonego w głowicy zbiornika o pojemności 61 m³. Woda była pobierana z dwukomorowego zbiornika wody czystej, a do niego wtłaczała ją pompa z 80-metrowej studni głębinowej. Wodociąg zaspokajał zapotrzebowanie wody pitnej zarówno dla osadzonych w zakładzie karnym, jak i pobliskich mieszkańców.
Na pierwszym piętrze wieży mieszkali strażnicy wraz z rodzinami.
W latach 60. XX wieku uruchomiono w przyziemiu hydrofory i wyłączono z użytku zbiornik znajdujący się w wieży. W 2002 roku została wpisana do rejestru zabytków pod numerem rej.: 112/Wlkp/A z 29.11.2002.
W 2012 roku podczas przetargu wieżę zakupiła firma „Klimat” z Wronek.